# Masashi Fujimoto (giocatore di football americano)
Masashi Fujimoto (藤本将司?, Fujimoto Masashi; 31 luglio 1984) è un giocatore di football americano giapponese, che gioca come defensive back per gli Obic Seagulls.